# Roche-lès-Clerval
Roche-lès-Clerval település Franciaországban, Doubs megyében. Lakosainak száma 98 fő (2022. január 1.). Roche-lès-Clerval Branne, Crosey-le-Petit, Hyèvre-Magny, Hyèvre-Paroisse, Lomont-sur-Crête és Pays-de-Clerval községekkel határos.

## Népesség
A település népessége az elmúlt években az alábbi módon változott:
| Lakosok száma | 107  | 87   | 93   | 96   | 122  | 129  | 110  | 101  | 99   | 98   |
|               | 1968 | 1982 | 1990 | 2006 | 2013 | 2015 | 2017 | 2019 | 2020 | 2022 |